# 牛放線菌症
牛放線菌症（うしほうせんきんしょう、英:actinomyces in cattle）とはActinomyces bovis感染によるウシの感染症。Actinomyces bovisはグラム陽性嫌気性桿菌であり、ウシの口腔内正常細菌叢に含まれる。口腔粘膜から創傷感染を起こし、化膿性増殖性炎を引き起こす。好発部位は下顎であり顎骨に不動性の硬い腫瘤を形成する。同定には血液加ブレインハートフュージョン寒天培地で嫌気培養を行う。治療にはヨウ素剤およびペニシリン系抗生物質が有効。ワクチンは実用化されていない。